# Seznam nemških nogometašev
Seznam nemških nogometašev.

## A
- Rüdiger Abramczik
- René Adler
- Klaus Allofs
- Nadine Angerer
- Dennis Aogo
- Maximilian Arnold
- Gerald Asamoah

## B
- Markus Babbel
- Holger Badstuber
- Michael Ballack
- Orest Banach
- Philipp Bargfrede
- Frank Baumann
- Andreas Beck
- Franz Beckenbauer
- Uwe Bein
- Lars Bender
- Sven Bender
- Johannes van der Bergh
- Bërgim Berisha
- Thomas Berthold
- Oliver Bierhoff
- Andreas Biermann
- Jérôme Boateng
- Fredi Bobič
- Marco Bode
- Rainer Bonhof
- Tim Borowski
- Thomas Brdarić
- Andreas Brehme
- Paul Breitner
- Hans-Günter Bruns
- Hans-Jörg Butt

## C
- Cacau
- Emre Can
- Gonzalo Castro
- Stefano Celozzi

## D
- Sebastian Deisler
- Julian Draxler
- Erik Durm

## E
- Dieter Eilts
- Bernd Erdmann
- Fabian Ernst
- Rainer Ernst

## F
- Frank Fahrenhorst
- Michael Fink
- Volker Finke
- Klaus Fischer
- Hans-Dieter Flick
- Steffen Freund
- Arne Friedrich
- Torsten Frings
- Clemens Fritz
- Sonja Fuss

## G
- Timo Gebhart
- Christian Gentner
- Matthias Ginter
- Mario Gómez
- Leon Goretzka
- Mario Götze
- Inka Grings
- Kevin Großkreutz
- Christian Günter

## H
- André Hahn
- Dietmar Hamann
- Thomas Häßler
- Patrick Helmes
- Jupp Heynckes
- Roberto Hilbert
- Timo Hildebrand
- Andreas Hinkel
- Thomas Hitzlsperger
- Uli Hoeneß
- Torben Hoffmann
- Lewis Holtby
- Benedikt Höwedes
- Mats Hummels
- Aaron Hunt
- Robert Huth

## I
- Bodo Illgner
- Eike Immel

## J
- Marcell Jansen
- Jens Jeremies
- Frank Jeske
- Sebastian Jung

## K
- Oliver Kahn
- (Kevin Kampl)
- Jens Keller
- Nadine Kessler
- Sami Khedira
- Stefan Kießling
- Ulf Kirsten
- Jürgen Klinsmann
- Jürgen Klopp
- Miroslav Klose
- Jürgen Kohler
- Andreas Köpke
- Steffen Korell
- Christoph Kramer
- Toni Kroos
- Max Kruse
- Stefan Kuntz
- Kevin Kuranyi
- Joshua Kimmich[1]

## L
- Philipp Lahm
- Pierre-Michel Lasogga
- Jens Lehmann
- Christian Lell
- Thomas Linke
- Hannes Löhr

## M
- Alexander Madlung
- Sepp Maier
- Marko Marin
- Lothar Matthäus
- Silvio Meißner
- Per Mertesacker
- Christoph Metzelder
- Max Meyer
- Andreas Möller
- Christoph Moritz
- Gerd Müller
- Thomas Müller
- Shkodran Mustafi

## N
- Christian Nerlinger
- Günter Netzer
- Manuel Neuer
- Oliver Neuville
- Georg Niedermeier
- Jens Nowotny

## O
- Bastian Oczipka
- David Odonkor
- Ulrich Oevermann
- Wolfgang Overath
- Patrick Owomoyela
- Salih Özcan
- Mesut Özil

## P
- Christian Pander
- Sepp Piontek
- Lukas Podolski
- Alexandra Popp
- Michael Preetz
- Birgit Prinz

## R
- Helmut Rahn
- Uwe Rahn
- Carsten Ramelow
- Otto Rehhagel
- Stefan Reinartz
- Andreas Reinke
- Michael Rensing
- Marco Reus
- Stefan Reuter
- Karl-Heinz Riedle
- Sascha Riether
- Simon Rolfes
- Uwe Rösler
- Antonio Rüdiger
- Sebastian Rudy
- Carl-Heinz Rühl
- Karl-Heinz Rummenigge

## S
- Sidney Sam
- Matthias Sammer
- Leroy Sané
- Marcel Schäfer
- Raphael Schäfer
- Marcel Schmelzer
- Bernd Schneider
- Mehmet Scholl
- Christian Schulz
- Harald Schumacher
- André Schürrle
- Bastian Schweinsteiger
- Uwe Seeler
- Daniel Simmes
- Tobias Sippel
- Oliver Sorg
- Marc-André ter Stegen
- Thomas Strunz

## T
- Michael Tarnat
- Serdar Tasci
- Olaf Thon
- Christian Träsch
- Bert Trautmann
- Piotr Trochowski
- Toni Turek

## V
- Berti Vogts
- Kevin Volland
- Rudi Völler
- Martina Voss-Mecklenburg

## W
- Fritz Walter
- Ottmar Walter
- Paul-Max Walther
- Roman Weidenfeller
- Heiko Westermann
- Tim Wiese
- Uwe Wolf
- Christian Wörns
- Dariusz Wosz
- Wolfram Wuttke

## Z
- Christian Ziege
- Ron-Robert Zieler

1. ↑  »Prosta Mova«. Encyclopedia of Slavic Languages and Linguistics Online. Pridobljeno 14. januarja 2022.